# Valinor

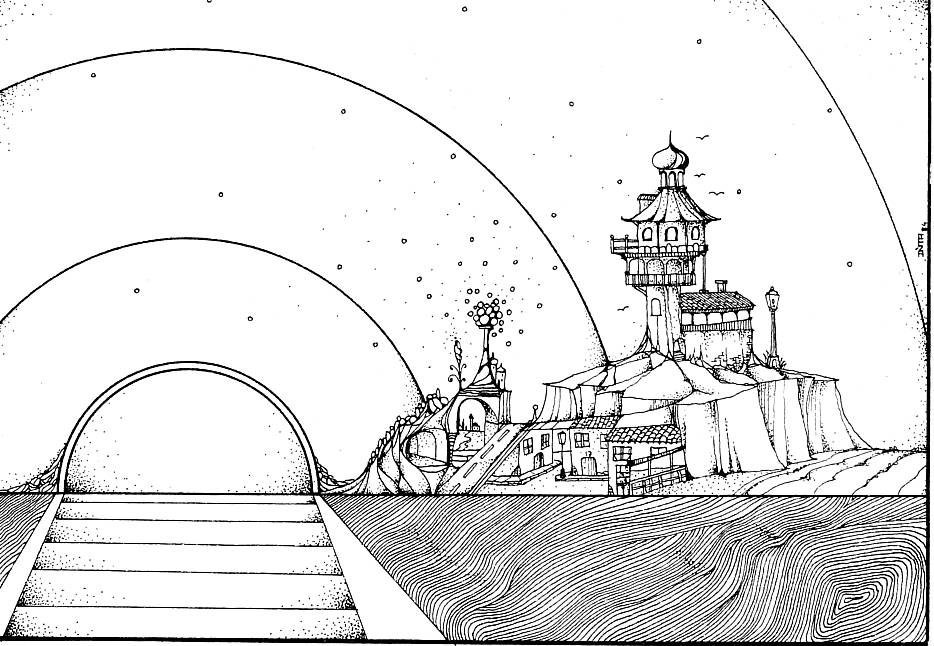
Valinor (una interpretación).

El reino de Valinor («Tierra de los Valar») es un territorio ficticio que aparece en las obras de J. R. R. Tolkien, principalmente en El Silmarillion. Es el reino que fundaron los Valar en el continente de Aman, después del devastamiento perpetrado por Melkor sobre el que tuvieran inicialmente en la Tierra Media, Almaren. Hasta Aman se podía ir en barco desde la Tierra Media, atravesando el Gran Mar, pero tras la rebelión del rey Ar-Phârazon de Númenor en 3319 S. E., Valinor y las tierras de Aman fueron separadas de los círculos de la Tierra, y desde entonces pasaron a ser solo alcanzables para los elfos. Al final de la Tercera Edad, Elrond y otros que habían sido portadores de los Anillos de Poder, incluyendo a Frodo Bolsón, su tío Bilbo Bolsón, la elfa Galadriel y Gandalf, partieron de la Tierra Media para vivir en Tol Eressëa, muy cerca de Valinor de forma indefinida. Más tarde viajarían también hacia Valinor y a ellos se les agregaría Samsagaz Gamyi, Legolas y Gimli. Este último sería el único enano en pisar Valinor.

## Pobladores
Valinor es el hogar de los Valar, el grupo de Ainur que ingresó en Eä tras su surgimiento para fungir como los poderes creadores, modeladores y regidores de Arda. Allí vivían todos los Valar con la excepción de Melkor y Ulmo, y junto con ellos los Maiar, una clase menor de Ainur, que eran sus principales asistentes. 
- Datos: Q368572